# Federico Santander
Federico Javier Santander Mereles (Asunción, 4 juni 1991) is een Paraguayaans voetballer die doorgaans speelt als spits. In februari 2025 verruilde hij Club Nacional voor Sportivo Luqueño. Santander maakte in 2010 zijn debuut in het Paraguayaans voetbalelftal.

## Clubcarrière
Santander speelde in de jeugdopleiding van Guaraní. In 2008 maakte hij zijn debuut in de hoofdmacht van die club. Het Franse Toulouse huurde de aanvaller in 2010 voor één seizoen. Na dit seizoen keerde hij terug naar Paraguay, waar hij nog een seizoen speelde voor Guaraní. Hierna nam het Argentijnse Racing Club hem over en de spits tekende een contract voor drie seizoenen. Na een halfjaar werd Santander weer overgenomen door Tigre.
Na opnieuw een halfjaar keerde de aanvaller terug naar Guaraní. Bij de club die hem had opgeleid speelde Santander nog twee jaar voordat hij in juni 2015 verkaste naar FC Kopenhagen. Bij de Deense club ondertekende de Paraguayaan een verbintenis voor de duur van vijf seizoenen. Met Kopenhagen won hij twee seizoenen op rij zowel de Superligaen als de DBU Pokalen. Na afloop van het seizoen 2017/18 had Santander drie seizoenen op rij minimaal tien competitiedoelpunten gemaakt voor Kopenhagen.
Hierop nam Bologna hem over voor circa zes miljoen euro. De spits kreeg in Italië een contract voor vier jaar. Na deze vier seizoenen stapte Santander transfervrij over naar Reggina. In januari 2023 huurde zijn oude club Guaraní hem voor een half seizoen. Deze verhuurperiode werd in juli 2023 met een jaar verlengd. In januari 2024 ging Santander voor Club Nacional spelen. Een jaar later werd Sportivo Luqueño zijn nieuwe club.

## Clubstatistieken
| Seizoen | Club             | Competitie       | Competitie | Competitie | Beker | Beker | Internationaal | Internationaal | Totaal | Totaal |
| Seizoen | Club             | Competitie       | Wed.       | Dlp.       | Wed.  | Dlp.  | Wed.           | Dlp.           | Wed.   | Dlp.   |
| ------- | ---------------- | ---------------- | ---------- | ---------- | ----- | ----- | -------------- | -------------- | ------ | ------ |
| 2008    | Guaraní          | Liga Paraguaya   | 5          | 1          | 0     | 0     | —              | —              | 5      | 1      |
| 2009    | Guaraní          | Liga Paraguaya   | 19         | 5          | 0     | 0     | —              | —              | 19     | 5      |
| 2010    | Guaraní          | Liga Paraguaya   | 4          | 0          | 0     | 0     | —              | —              | 4      | 0      |
| 2010/11 | → Toulouse       | Ligue 1          | 23         | 5          | 2     | 0     | —              | —              | 25     | 5      |
| 2011    | Guaraní          | Liga Paraguaya   | 22         | 10         | 0     | 0     | —              | —              | 22     | 10     |
| 2012    | Guaraní          | Liga Paraguaya   | 1          | 2          | 0     | 0     | —              | —              | 1      | 2      |
| 2011/12 | Racing Club      | Primera División | 15         | 0          | 3     | 0     | —              | —              | 18     | 0      |
| 2012/13 | Tigre            | Primera División | 18         | 1          | 0     | 0     | 11             | 1              | 29     | 2      |
| 2013    | Guaraní          | Liga Paraguaya   | 16         | 5          | 0     | 0     | 4              | 2              | 20     | 7      |
| 2014    | Guaraní          | Liga Paraguaya   | 25         | 11         | 0     | 0     | 2              | 0              | 27     | 11     |
| 2015    | Guaraní          | Liga Paraguaya   | 17         | 5          | 0     | 0     | 12             | 6              | 29     | 11     |
| 2015/16 | FC Kopenhagen    | Superligaen      | 30         | 14         | 3     | 1     | 2              | 1              | 35     | 16     |
| 2016/17 | FC Kopenhagen    | Superligaen      | 28         | 12         | 3     | 1     | 13             | 4              | 44     | 17     |
| 2017/18 | FC Kopenhagen    | Superligaen      | 24         | 12         | 0     | 0     | 8              | 2              | 32     | 14     |
| 2018/19 | Bologna          | Serie A          | 32         | 8          | 2     | 0     | —              | —              | 34     | 8      |
| 2019/20 | Bologna          | Serie A          | 24         | 1          | 1     | 0     | —              | —              | 25     | 1      |
| 2020/21 | Bologna          | Serie A          | 4          | 0          | 1     | 0     | —              | —              | 5      | 0      |
| 2021/22 | Bologna          | Serie A          | 7          | 1          | 0     | 0     | —              | —              | 7      | 1      |
| 2022/23 | Reggina          | Serie B          | 3          | 0          | 0     | 0     | —              | —              | 3      | 0      |
| 2023    | → Guaraní        | Liga Paraguaya   | 25         | 5          | 1     | 0     | 9              | 6              | 35     | 11     |
| 2024    | Club Nacional    | Primera División | 21         | 7          | 0     | 0     | 5              | 0              | 26     | 7      |
| 2025    | Sportivo Luqueño | Liga Paraguaya   | 0          | 0          | 0     | 0     | 0              | 0              | 0      | 0      |
| Totaal  | Totaal           | Totaal           | 363        | 110        | 16    | 2     | 67             | 23             | 449    | 135    |

Bijgewerkt op 12 maart 2025.

## Interlandcarrière
Santander maakte op 9 oktober 2010 zijn debuut in het Paraguayaans voetbalelftal, toen dat in een vriendschappelijke wedstrijd met 1–0 van Australië verloor door een doelpunt van David Carney. Santander moest van bondscoach Gerardo Martino op de bank starten en hij mocht na zesenzeventig minuten spelen invallen voor Nelson Valdez. Zijn eerste interlandgoal volgde op 4 juni 2011, toen gespeeld werd tegen Bolivia. Santander begon aan dit duel als wisselspeler en hij viel na tweeënzestig minuten in voor Lucas Barrios, die in de eerste helft verantwoordelijk was voor de openingstreffer. Negen minuten na zijn invalbeurt verdubbelde hij de voorsprong en die 0–2 zou ook de stand blijven.
| Interlands van Federico Santander voor Paraguay | Interlands van Federico Santander voor Paraguay | Interlands van Federico Santander voor Paraguay | Interlands van Federico Santander voor Paraguay | Interlands van Federico Santander voor Paraguay | Interlands van Federico Santander voor Paraguay |
| №                                               | Datum                                           | Wedstrijd                                       | Uitslag                                         | Competitie                                      | Goals                                           |
| Als speler bij Toulouse                         | Als speler bij Toulouse                         | Als speler bij Toulouse                         | Als speler bij Toulouse                         | Als speler bij Toulouse                         | Als speler bij Toulouse                         |
| ----------------------------------------------- | ----------------------------------------------- | ----------------------------------------------- | ----------------------------------------------- | ----------------------------------------------- | ----------------------------------------------- |
| 1                                               | 9 oktober 2010                                  | Australië – Paraguay                            | 1 – 0                                           | Vriendschappelijk                               |                                                 |
| 2                                               | 12 oktober 2010                                 | Nieuw-Zeeland – Paraguay                        | 0 – 2                                           | Vriendschappelijk                               |                                                 |
| 3                                               | 17 november 2010                                | Hongkong – Paraguay                             | 0 – 7                                           | Vriendschappelijk                               |                                                 |
| 4                                               | 4 juni 2011                                     | Bolivia – Paraguay                              | 0 – 2                                           | Vriendschappelijk                               | 71'                                             |
| 5                                               | 7 juni 2011                                     | Paraguay – Bolivia                              | 0 – 0                                           | Vriendschappelijk                               |                                                 |
| 6                                               | 23 juni 2011                                    | Paraguay – Chili                                | 0 – 0                                           | Vriendschappelijk                               |                                                 |
| Als speler bij FC Kopenhagen                    |                                                 |                                                 |                                                 |                                                 |                                                 |
| 7                                               | 8 oktober 2015                                  | Venezuela – Paraguay                            | 0 – 1                                           | WK 2018 kwalificatie                            |                                                 |
| 8                                               | 13 oktober 2015                                 | Paraguay – Argentinië                           | 2 – 1                                           | WK 2018 kwalificatie                            |                                                 |
| 9                                               | 1 september 2016                                | Paraguay – Chili                                | 2 – 1                                           | WK 2018 kwalificatie                            |                                                 |
| 10                                              | 6 september 2016                                | Uruguay – Paraguay                              | 4 – 0                                           | WK 2018 kwalificatie                            |                                                 |
| 11                                              | 10 november 2016                                | Paraguay – Peru                                 | 1 – 4                                           | WK 2018 kwalificatie                            |                                                 |
| 12                                              | 23 maart 2017                                   | Paraguay – Ecuador                              | 2 – 1                                           | WK 2018 kwalificatie                            |                                                 |
| 13                                              | 28 maart 2017                                   | Brazilië – Paraguay                             | 3 – 0                                           | WK 2018 kwalificatie                            |                                                 |
| 14                                              | 2 juni 2017                                     | Frankrijk – Paraguay                            | 5 – 0                                           | Vriendschappelijk                               |                                                 |
| 15                                              | 27 maart 2018                                   | Verenigde Staten – Paraguay                     | 1 – 0                                           | Vriendschappelijk                               |                                                 |
| 16                                              | 12 juni 2018                                    | Japan – Paraguay                                | 4 – 2                                           | Vriendschappelijk                               |                                                 |
| Als speler bij Bologna                          |                                                 |                                                 |                                                 |                                                 |                                                 |
| 17                                              | 20 november 2018                                | Zuid-Afrika – Paraguay                          | 1 – 1                                           | Vriendschappelijk                               | 32'                                             |
| 18                                              | 5 juni 2019                                     | Paraguay – Honduras                             | 1 – 1                                           | Vriendschappelijk                               |                                                 |
| 19                                              | 9 juni 2019                                     | Paraguay – Guatemala                            | 2 – 0                                           | Vriendschappelijk                               |                                                 |
| 20                                              | 19 juni 2019                                    | Argentinië – Paraguay                           | 1 – 1                                           | Copa América 2019                               |                                                 |

Bijgewerkt op 12 maart 2025.

## Erelijst
| Superligaen | 2 | 2015/16, 2016/17 |
| DBU Pokalen | 2 | 2015/16, 2016/17 |